# Myzostoma nigrescens
Myzostoma nigrescens is een ringworm uit de familie Myzostomatidae.
Myzostoma nigrescens werd in 1884 voor het eerst wetenschappelijk beschreven door Graff.